# ŽOK Vukovar
ŽOK Vukovar  - żeński klub piłki siatkowej z Chorwacji. Swoją siedzibę ma w Zagrzebiu. Klub został założony w 1946.

## Sukcesy
- Mistrzostwo Chorwacji:
  -  2008/2009, 2010/2011
- Puchar Chorwacji:
  -  2010
  -  2008